# ロス・フォン・エリック
ロス・フォン・エリック（Ross Von Erich、本名：David Michael Ross Adkisson、1988年6月1日 - ）は、アメリカ合衆国の男性プロレスラー。テキサス州グランドプレーリー出身。AEW所属。
祖父は往年のレスラーであるフリッツ・フォン・エリック、父は同じくケビン・フォン・エリック、弟は同日デビューしたマーシャル・フォン・エリック、さらに叔父たちもプロレスラーというプロレス名門家の出である（フォン・エリック・ファミリー参照）。

## 概要
レスリング、ブラジリアン柔術、アメリカンフットボール、円盤投などの各種スポーツ・格闘技経験を持つ。
2011年10月18日から22日にかけてアメリカ・ミズーリ州エルドンにおいて行なわれたWLWとノアの合同レスリングキャンプに弟のマーシャル・フォン・エリックとともに参加。キャンプの監督者にはWLW代表のハーリー・レイスや父ケビン・フォン・エリックのほか、リッキー・スティムボート、ウィリアム・リーガル、当時のノアGMの仲田龍などがいた。そして兄弟共にトライアウトに合格。父・ケビンの強い勧めもあり、祖父・父・叔父が活躍した日本行きを決意。ノアへの入団が決定した。
2012年1月14日、弟のマーシャルとともにノアへ入団。日本でも知名度の高いフリッツ・フォン・エリックの孫ということもあり、兄弟と父がそろっての入団会見が汐留日テレタワー1階大屋根広場にて開かれ、その模様は日本テレビG+が生放送した。
その後、ノア合宿所でのトレーニングを経て、2012年4月20日、カンザス州セダンにおけるWLWの興行にて、当時のWLW世界ヘビー級王者ジェイソン・ジョーンズとその前の同王者ブライアン・ブレイカーを相手に、マーシャルとの兄弟コンビによるタッグマッチでデビュー（試合は15分44秒、マーシャルがジョーンズのエビ固めに敗れた）。
以降もWLWで試合を積み、6月22日にはミズーリ州スプリングフィールドにて、マーシャルとのコンビでジェフ・ストロングとジャック・ギャンブルの "ストロング&レックレス" が保持するWLW世界タッグ王座へ挑戦。14分10秒、ギャンブルの横入り式エビ固めにマーシャルが敗れ、タイトル奪取には至らなかった。
1か月後の7月22日、両国国技館での "GREAT VOYAGE 2012 in RYOGOKU" にて、マーシャルとのタッグでの日本国内デビュー戦が行われるも、シェイン・ヘイスト&マイキー・ニコルスに敗退した。
なお、エリック兄弟のデビューは、2005年12月24日のマイバッハ谷口以来、6年4ヶ月ぶりとなるノアにおける新人レスラーのデビューとなった。
2019年、弟マーシャルとともにMLWと複数年契約した。

## 得意技
アイアン・クロー
プロレス入り当初より、祖父・父が代名詞として得意としたアイアン・クロー（ブレーン・クロー）をはじめとする各種クロー系の技、およびそのアレンジ技に磨きをかけたい意思を示していた。
エルボー
エルボー・スタンプ
バックエルボー
バックハン・チョップ
ジャンピング・ハイ・ニー
ドロップキック
クローズライン
スープレックス
スーパープレックス
DDT
トルネードDDT
ジャーマンスープレックス
バックドロップ

## タイトル歴
ROH
- ROH世界6人タッグ王座 : 1回（第18代）（w / マーシャル・フォン・エリック&ダスティン・ローデス）

## フォン・エリック・ファミリー
|                                                   |                                                   |                                                   |                                                   |                                                   |                                                   |                        |                        |                          |                          |                          |                          |                              |                              |                              |                              |                              |                              | フリッツ・フォン・エリック |                            |                            |                            |  |  |                            |                            |                            |                            |                            |                            |  |  |                          |                          |                          |                          |                          |                          |  |  |                          |                          |                          |                          |                          |                          |  |  |  |  |  |  |  |  |  |  |  |  |  |  |  |  |  |  |  |  |  |  |  |  |  |  |  |  |  |  |  |  |  |  |  |  |
|                                                   |                                                   |                                                   |                                                   |                                                   |                                                   |                        |                        |                          |                          |                          |                          |                              |                              |                              |                              |                              |                              |                            |                            |                            |                            |  |  |                            |                            |                            |                            |                            |                            |  |  |                          |                          |                          |                          |                          |                          |  |  |                          |                          |                          |                          |                          |                          |  |  |  |  |  |  |  |  |  |  |  |  |  |  |  |  |  |  |  |  |  |  |  |  |  |  |  |  |  |  |  |  |  |  |  |  |
|                                                   |                                                   |                                                   |                                                   |                                                   |                                                   |                        |                        |                          |                          |                          |                          |                              |                              |                              |                              |                              |                              |                            |                            |                            |                            |  |  |                            |                            |                            |                            |                            |                            |  |  |                          |                          |                          |                          |                          |                          |  |  |                          |                          |                          |                          |                          |                          |  |  |  |  |  |  |  |  |  |  |  |  |  |  |  |  |  |  |  |  |  |  |  |  |  |  |  |  |  |  |  |  |  |  |  |  |
| ジャック・アドキッソン・ジュニア （幼少期に死去） | ジャック・アドキッソン・ジュニア （幼少期に死去） | ジャック・アドキッソン・ジュニア （幼少期に死去） | ジャック・アドキッソン・ジュニア （幼少期に死去） | ジャック・アドキッソン・ジュニア （幼少期に死去） | ジャック・アドキッソン・ジュニア （幼少期に死去） |                        |                        | ケビン・フォン・エリック | ケビン・フォン・エリック | ケビン・フォン・エリック | ケビン・フォン・エリック | ケビン・フォン・エリック     | ケビン・フォン・エリック     |                              |                              | デビッド・フォン・エリック   | デビッド・フォン・エリック   | デビッド・フォン・エリック | デビッド・フォン・エリック | デビッド・フォン・エリック | デビッド・フォン・エリック |  |  | ケリー・フォン・エリック   | ケリー・フォン・エリック   | ケリー・フォン・エリック   | ケリー・フォン・エリック   | ケリー・フォン・エリック   | ケリー・フォン・エリック   |  |  | マイク・フォン・エリック | マイク・フォン・エリック | マイク・フォン・エリック | マイク・フォン・エリック | マイク・フォン・エリック | マイク・フォン・エリック |  |  | クリス・フォン・エリック | クリス・フォン・エリック | クリス・フォン・エリック | クリス・フォン・エリック | クリス・フォン・エリック | クリス・フォン・エリック |  |  |  |  |  |  |  |  |  |  |  |  |  |  |  |  |  |  |  |  |  |  |  |  |  |  |  |  |  |  |  |  |  |  |  |  |
| ジャック・アドキッソン・ジュニア （幼少期に死去） | ジャック・アドキッソン・ジュニア （幼少期に死去） | ジャック・アドキッソン・ジュニア （幼少期に死去） | ジャック・アドキッソン・ジュニア （幼少期に死去） | ジャック・アドキッソン・ジュニア （幼少期に死去） | ジャック・アドキッソン・ジュニア （幼少期に死去） |                        |                        | ケビン・フォン・エリック | ケビン・フォン・エリック | ケビン・フォン・エリック | ケビン・フォン・エリック | ケビン・フォン・エリック     | ケビン・フォン・エリック     |                              |                              | デビッド・フォン・エリック   | デビッド・フォン・エリック   | デビッド・フォン・エリック | デビッド・フォン・エリック | デビッド・フォン・エリック | デビッド・フォン・エリック |  |  | ケリー・フォン・エリック   | ケリー・フォン・エリック   | ケリー・フォン・エリック   | ケリー・フォン・エリック   | ケリー・フォン・エリック   | ケリー・フォン・エリック   |  |  | マイク・フォン・エリック | マイク・フォン・エリック | マイク・フォン・エリック | マイク・フォン・エリック | マイク・フォン・エリック | マイク・フォン・エリック |  |  | クリス・フォン・エリック | クリス・フォン・エリック | クリス・フォン・エリック | クリス・フォン・エリック | クリス・フォン・エリック | クリス・フォン・エリック |  |  |  |  |  |  |  |  |  |  |  |  |  |  |  |  |  |  |  |  |  |  |  |  |  |  |  |  |  |  |  |  |  |  |  |  |
|                                                   |                                                   |                                                   |                                                   |                                                   |                                                   |                        |                        |                          |                          |                          |                          |                              |                              |                              |                              |                              |                              |                            |                            |                            |                            |  |  |                            |                            |                            |                            |                            |                            |  |  |                          |                          |                          |                          |                          |                          |  |  |                          |                          |                          |                          |                          |                          |  |  |  |  |  |  |  |  |  |  |  |  |  |  |  |  |  |  |  |  |  |  |  |  |  |  |  |  |  |  |  |  |  |  |  |  |
|                                                   |                                                   |                                                   |                                                   | ロス・フォン・エリック                            | ロス・フォン・エリック                            | ロス・フォン・エリック | ロス・フォン・エリック | ロス・フォン・エリック   | ロス・フォン・エリック   |                          |                          | マーシャル・フォン・エリック | マーシャル・フォン・エリック | マーシャル・フォン・エリック | マーシャル・フォン・エリック | マーシャル・フォン・エリック | マーシャル・フォン・エリック |                            |                            |                            |                            |  |  | レイシー・フォン・エリック | レイシー・フォン・エリック | レイシー・フォン・エリック | レイシー・フォン・エリック | レイシー・フォン・エリック | レイシー・フォン・エリック |  |  |                          |                          |                          |                          |                          |                          |  |  |                          |                          |                          |                          |                          |                          |  |  |  |  |  |  |  |  |  |  |  |  |  |  |  |  |  |  |  |  |  |  |  |  |  |  |  |  |  |  |  |  |  |  |  |  |